# Juan Ramón Bonilla
Juan Ramón Bonilla Aguilar (Cartago, 16 de noviembre de 1882 - 28 de enero de 1944) fue un escultor costarricense. Se le considera el primer gran representante histórico de la escultura en este país y el principal representante de la escultura académica en Costa Rica. Estudió en la Academia de Bellas Artes de Carrara y el Instituto de Bellas Artes de Roma, Italia. Fue el primer escultor costarricense en exponer en Europa, donde obtuvo buena opinión de la crítica. Su obra más celebrada, Los héroes de la miseria, esculpida en mármol de Carrara, se expone en el vestíbulo del Teatro Nacional de Costa Rica.

## Biografía
Nació en Cartago, hijo del artesano Maurilio Bonilla Granados, y de Francisca Aguilar Sandoval. Realizó sus primeros estudios en el Colegio San Luis Gonzaga de su ciudad natal, donde recibió la influencia de los discípulos del pintor colombiano Santiago Páramo. En 1903, consiguió una beca para estudiar en Europa, otorgada por el gobierno con el fin de que se convierta en marmolero, es decir, escultor de imágenes para las tumbas de los cementerios. En 1904 inició sus estudios de escultura en talla en mármol y fundición en bronce, en Carrara, Italia, y en 1905 obtuvo el título de escultor de la Real Academia de Bellas Artes de Roma, siendo su profesor Ettore Ferrari. En 1906 se le otorga un premio, dos medallas y dos certificados por su trabajo en Europa. Esta información llega al gobierno de Costa Rica por intermedio de su embajador en Europa, el Marqués Manuel María de Peralta, por lo que en 1907 Bonilla recibe por parte del gobierno todos los recursos necesarios para esculpir Los héroes de la miseria, con el fin de hacer participar dicha escultura en exposiciones a nivel internacional. Se le empieza así, a considerar como el primer artista nacional.
El 5 de abril de 1909, gana el premio de la LXXIX Exposición Internacional de Roma, con su obra El caminante. Por esta obra, le fue concedida una medalla de oro por parte del rey Víctor Manuel II. Ese mismo mes regresa a Costa Rica, donde dona al Estado costarricense la escultura Los héroes de la miseria, obra que desata una polémica con el pintor español Tomás Povedano, quien arremete contra el valor estético y la pericia de la escultura. A partir de 1910 funge como maestro de dibujo en una escuela primaria, luego de perder un contrato en Europa tras ser destruida su casa en el terremoto de Cartago del 4 de mayo de 1910. A partir de 1912 y casi hasta su muerte, alterna su trabajo como escultor dando lecciones de dibujo y artes manuales en la Escuela Normal de Heredia y el Colegio San Luis Gonzaga. En 1915, se casa con Dulce María Ortiz Escalante, con la que tendrá tres hijas: Fulvia, Claudia y Silvia y un hijo Mario. Entre 1917 y 1918, participa y gana la medalla de oro en las exposiciones nacionales de escultura. El 15 de septiembre de 1917, devela el monumento a Mauro Fernández Acuña, obra que luego será destruida por una turba enfurecida durante la caída de la dictadura de Federico Tinoco Granados. Ese mismo año, Bonilla recomienda a Juan Rafael Chacón (el otro gran escultor costarricense del periodo) para que viaje a Europa a estudiar escultura.
En 1918, desistió de irse del país a trabajar a otras naciones. Entre 1931 y 1932, participó como juez en las exposiciones organizadas por el Diario de Costa Rica.

## Fallecimiento
Falleció en Cartago, el 28 de enero de 1944.

## Obra

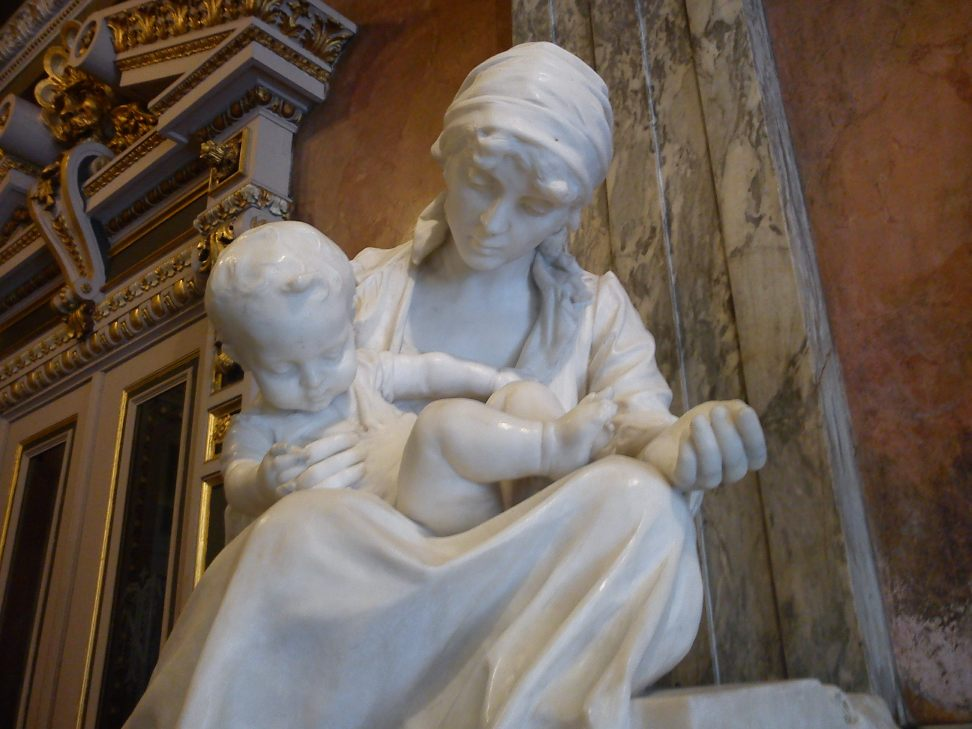
«Los héroes de la miseria» (1909).

Bonilla ha sido considerado el primer escultor laico, apartado de la escultura de imágenes religiosas, y el primer escultor profesional costarricense, dado que la mayoría de sus obras fueron pagadas por particulares. Con Juan Ramón Bonilla aparecen nuevos criterios estéticos para la apreciación de la escultura, en una sociedad no acostumbrada aún al goce estético. A diferencia de otros escultores de su época, Bonilla no estudió en la Academia Nacional de Arte, sino que lo hizo en Italia, donde tuvo la oportunidad de codearse con un selecto grupo de escultores europeos, permitiéndole alcanzar un gran nivel que le valió la admiración de la crítica europea y costarricense. De su trabajo, la mayor parte son bustos conmemorativos fundidos en bronce.
Casi toda la obra de Bonilla consiste en una serie de bustos y retratos de factura académica, con un modelado influenciado por el estilo de Rodin, a quien le ganara el premio del Rey de Italia. La mayoría de las esculturas de Juan Ramón Bonilla se encuentran actualmente bajo custodia del Museo de Arte Costarricense. Entre las más destacadas están:
- Los héroes de la miseria (1909). Talla en mármol de Carrara. 166 x 83 x 61 cm. Teatro Nacional de Costa Rica.
- El caminante (1909).
- Monumento a Mauro Fernández (1917). Bronce. Destruido.
- Monumento al maestro Marcelino García Flamenco (1926). Bronce. Parque Morazán (San José, Costa Rica).
- Busto del Presbítero José Cecilio Umaña (1918). Bronce. 59 x 58 x 32 cm. Parque España (San José, Costa Rica).
- Busto de Rafael Barroeta Baca. (1918). Bronce. Parque España (San José, Costa Rica).
- Busto de Juan Rafael Mora Porras
- Busto de Cleto González Víquez (bronce, destruido).
- Busto del Dr. Adolfo Carit Eva.
- Busto del Dr. Maximiliano Peralta.
- Busto del Dr. Carlos Durán.
- Monumento a Cristóbal Colón (bronce, destruido).
- Monumento a Bernardo Augusto Thiel (bronce, destruido).
- Supervivencia (grupo escultórico, 1910). Bronce. Museo de Arte Costarricense.
- La familia (grupo escultórico, solo se conoce en fotografía.)

## Galería

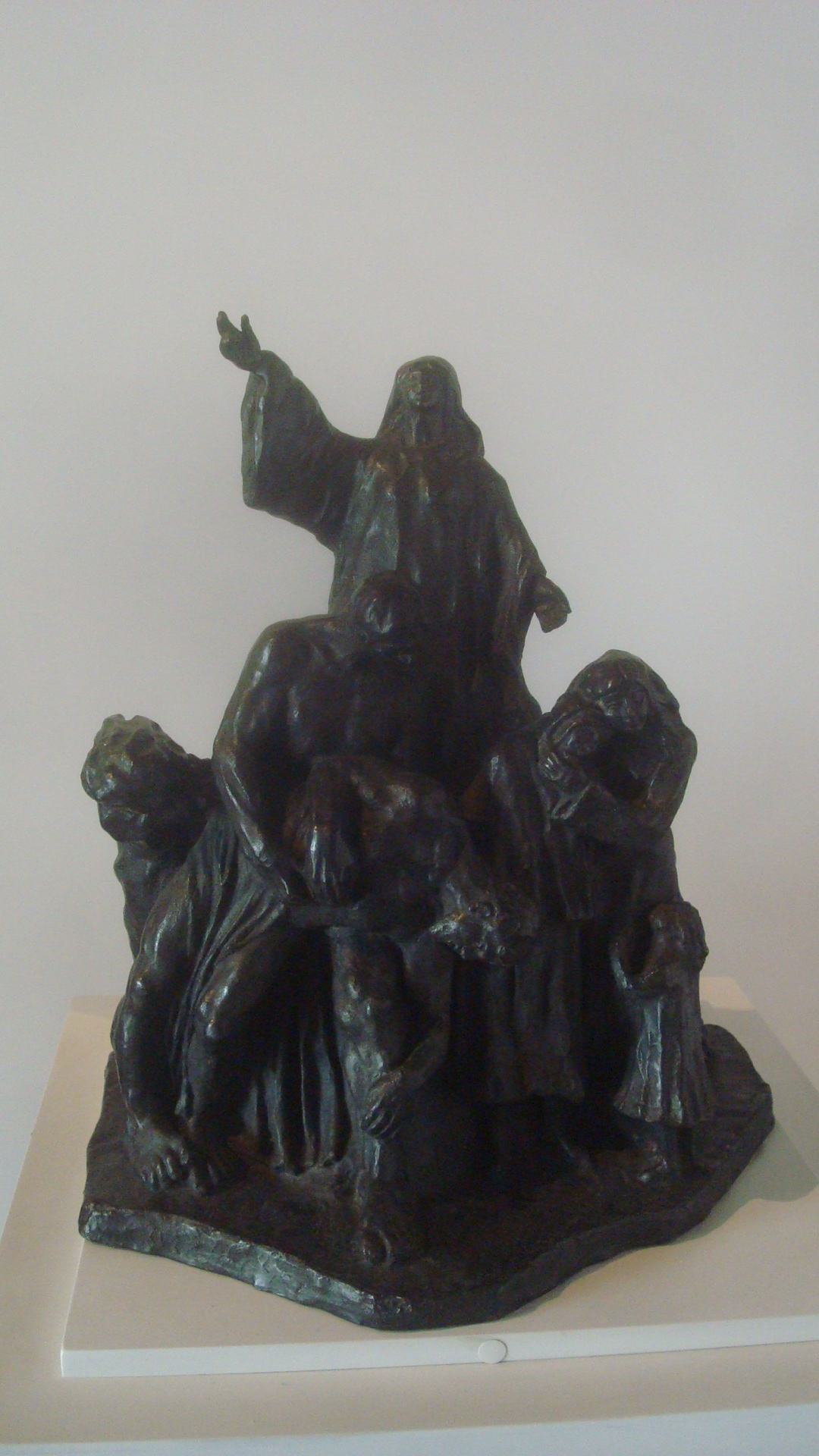
Supervivencia (1910)